# Helga Lütten
Helga Lütten, verheiratete Helga Nauck (* 27. Juli 1961 in Hamburg) ist eine ehemalige deutsche Tennisspielerin.

## Werdegang
Lütten besuchte das Wilhelm-Gymnasium in Hamburg-Harvestehude und begann beim Club an der Alster mit dem Tennissport. Später war sie Spielerin des Harvestehuder THC und nahm als Jugendliche an Tennisturnieren im In- und Ausland teil, unter anderem 1980 am Turnier Orange Bowl in Miami Beach (US-Bundesstaat Florida), das als inoffizielle Junioren-Weltmeisterschaft betrachtet wurde. 1980 hatte sich die mittlerweile für den Klipper THC spielende Lütten in der deutschen Rangliste auf den neunten Platz vorgearbeitet.
Nach dem Erlangen der Hochschulreife wurde Lütten Profi, war von 1981 bis 1983 Berufstennisspielerin. Sie trat unter anderem bei den Qualifikationsrunden von Grand-Slam-Turnieren an, 1981 gelang ihr der Sprung ins Hauptfeld der Australian Open, dort unterlag sie in der ersten Runde der Niederländerin Betty Stöve. Ebenfalls 1981 zog Lütten beim Turnier in Perth in die zweite Runde ein, verlor dann gegen Pam Shriver. Am weitesten bei einem Profiturnier kam die Hamburgerin im August 1983 bei den mit einem Preisgeld von 24 000 DM dotierten Stadtmeisterschaften von Neumünster, als Lütten das Halbfinale erreichte. Ihre höchste Platzierung in der Tennisweltrangliste war der 126. Platz.
Nach dem Ende ihrer Zeit als Berufstennisspielerin schloss sie ein Studium als Diplom-Betriebswirtin ab und spielte weiterhin leistungsbezogen Tennis. 1985 erreichte Lütten bei der Hochschulweltmeisterschaft die Runde der besten acht Spielerinnen. Sie wurde beruflich beim Axel-Springer-Verlag tätig. Ende der 1990er Jahre zog Lütten, die nach der Heirat den Nachnamen ihres Ehemanns annahm und fortan Nauck hieß, mit ihrer Familie nach Krefeld und wurde Mitglied des Crefelder Hockey und Tennis Clubs (CHTC). Bei dem Verein hatte sie zwölf Jahre das Amt der Jugendwartin inne. 2018 wurde Nauck Weltmeisterin in der Altersklasse Damen 55.
Ihr Bruder ist Carsten Lütten, der 2018 Vorsitzender des Clubs an der Alster wurde.